# Paul-Jules-Sévère de Lestapis
Pour les autres membres de la famille, voir Famille de Lestapis.
Paul-Jules-Sévère de Lestapis (3 février 1814, Pau - 3 janvier 1891, Pau) est un homme politique français.

## Biographie
Fils d'Adrien-Pierre de Lestapis, receveur général et conseiller général des Basses-Pyrénées et de Manuela de Garay, ainsi que neveu de Pierre-Firmin Lestapis, il entra à l'École de Saint-Cyr en 1831, à l'École d'état-major en 1833, et passa comme lieutenant au 24e de ligne en 1836. Lieutenant d'état-major aux spahis d'Oran en 1837, capitaine au 3e chasseurs d'Afrique en 1840, il donna sa démission en 1841 ; il comptait dix campagnes et une citation et avait été décoré de la Légion d'honneur le 23 novembre 1839, pour faits de guerre, pendant l'expédition des Portes de Fer, où il avait été grièvement blessé. 
Revenu dans les Basses-Pyrénées, Lestapis s'occupa d'agriculture, et se fit élire, le 23 avril 1848, représentant de ce département à l'Assemblée constituante. Membre du comité d'agriculture, il vota ordinairement dans les questions politiques avec le parti du général Cavaignac. Il ne fut pas réélu à la Législative. 
En 1852, il entra au conseil général pour le canton d'Arthez. Jusqu'à la fin de l'empire, il prit peu de part aux affaires publiques ; mais, le 8 février 1871, il fut élu représentant des Basses-Pyrénées à l'Assemblée nationale. Il prit place au centre gauche, dont il se sépara d'ailleurs assez fréquemment pour voter avec la droite. 
Porté à la fois par les conservateurs monarchistes et par les républicains de la nuance la plus modérée, lors des élections sénatoriales du 30 janvier 1876, dans les Basses-Pyrénées, Lestapis fut élu sénateur, le premier de la liste. Il fit partie, dans la Chambre haute, du groupe dit « constitutionnel », qui tout d'abord opina généralement avec la droite, et vota, le 23 juin 1877, pour la dissolution de la Chambre des députés. Mais il fut un des 22 sénateurs de ce groupe qui se détachèrent, en 1879, de l'ancienne majorité monarchiste, pour soutenir le ministère Dufaure.

## Descendance
Il épouse sa cousine Louise de Lestapis (1820-1896), union dont sont issus six enfants ;
- Le général Adrien Firmin, commandeur de la Légion d'honneur, qui épouse Apolline Vallet de Villeneuve ;
- Pierre Henri, conseiller général des Basses-Pyrénées ;
- Le général Adrien Gaston, qui épouse Hélène Adam ;
- Marie Louise, qui épouse Arthur Revenaz ;
- Le colonel Louis Roger, chevalier de la Légion d'honneur, qui épouse Marie Anne Faré ;
- Catherine Jeanne Henriette Gabrielle, qui épouse le Comte Roger d'Humières, capitaine de la garde mobile.